# 3787 Aivazovskij
Aivazovskij (asteróide 3787) é um asteróide da cintura principal, a 2,4634468 UA. Possui uma excentricidade de 0,1354589 e um período orbital de 1 756,83 dias (4,81 anos).
Aivazovskij tem uma velocidade orbital média de 17,64468762 km/s e uma inclinação de 12,05896º.
Este asteróide foi descoberto em 11 de Setembro de 1977 por Nikolai Chernykh.